# Piper acutifolium
Piper acutifolium – gatunek rośliny z rodziny pieprzowatych (Piperaceae). Występuje w Ameryce Południowej w Boliwii, Ekwadorze, Peru i w Brazylii. Rośnie na wysokości 2000–3000 m n.p.m. Gatunek ten jest uprawiany jako roślina przyprawowa.